# Confianza por Quintana Roo
Confianza por Quintana Roo fue un partido político del estado mexicano de Quintana Roo con registro desde 2018 hasta 2022. El partido se consideró a sí mismo como centro izquierda progresista.

## Historia
El partido Confianza por Quintana Roo pidió su registro ante el Instituto Electoral de Quintana Roo en abril de 2017. El partido recibió su registro a finales de 2018. En octubre de 2021 el Instituto Electoral de Quintana Roo determinó retirarle el registro al partido debido a la baja votación que recibió en las elecciones estatales de ese año para ayuntamientos. Sin embargo, en noviembre el Tribunal Electoral del Poder Judicial de la Federación determinó restituir el registro de la organización debido a que las leyes electorales de Quintana Roo sólo contemplan la pérdida de registro de un partido por los resultados de la elección de gobernador, y no en la elección de ayuntamientos.
En las elecciones estatales de 2022 se integró a la coalición Va por Quintana Roo, junto al Partido Acción Nacional y el Partido de la Revolución Democrática. La alianza postuló como candidata a gobernadora a Laura Fernández Piña. El 21 de octubre de 2022 el Instituto Electoral de Quintana Roo le retiró el registro al partido Confianza por Quintana Roo debido a la baja cantidad de votos que recibió en la elección para la gubernatura.

## Resultados electorales

### Gobernador
|  | 1.15 % |

|  | 16.13 % |

### Congreso del estado
|  | 4.07 % |

|  | 1.40 % |

### Ayuntamientos
| Elección | Votos  | Porcentaje      | Ayuntamientos |
| -------- | ------ | --------------- | ------------- |
| 2021     | 8 782  | \| \| 1.50 % \| | 0/11          |
|          | 1.50 % |                 |               |